# Хундурла (верхний приток Кубни)
Хунду́рла (чув. Хăнтарлă) — река в России, протекает по Комсомольскому району Чувашии. Правый приток Кубни.

## Название
Чувашское название реки — Хăнтарлă — произошло от чув. хăнтăр «бобёр».

Хундурла (по-русски бобровая, хундур — бобёр по чувашски) — Масленицкий Т. Г.

## Физико-географическая характеристика
Река Хундурла берёт начало неподалёку от деревни Нижнее Тимерчеево. Исток пересыхающий, в лесном массиве. Течёт на северо-восток по открытой местности. Устье реки находится на западной окраине деревни Малые Кошелеи в 129 км от устья реки Кубни. Длина реки составляет 17 км, площадь водосборного бассейна — 84,8 км²..

### Притоки
Имеет 7 притоков.

### Населённые пункты, расположенные в бассейне реки
Река протекает по территориям деревни Нижнее Тимерчеево, села Токаево, деревень Тябердино-Эткерово, Малые Кошелеи, разделяет село Чурачики (левый берег Хурдырлы) и деревню Чичканы (правый берег).

## Данные водного реестра
По данным государственного водного реестра России относится к Верхневолжскому бассейновому округу, водохозяйственный участок реки — Свияга от села Альшеево и до устья, речной подбассейн реки — Волга от впадения Оки до Куйбышевского водохранилища (без бассейна Суры). Речной бассейн реки — (Верхняя) Волга до Куйбышевского водохранилища (без бассейна Оки).